# 倉敷天文台
倉敷天文台（こうえきざいだんほうじんくらしきてんもんだい）是位於日本岡山縣倉敷市中心的私人天文台。

## 歷史
倉敷天文台是日本第一座私人天文台，成立於1926年11月21日（大正15年）。倉敷天文台是倡導天文學普及的京都大學教授山本一清和活躍於岡山縣的業餘天文學家水野千里等人的努力下，由實業家原澄治自費創辦的。
倉敷天文台設置的望遠鏡（英國Holland公司製造的32公分反射望遠鏡）於2000年被倉敷市指定為重要文化財產。
舉辦觀測活動（最初稱為「天文學講座」）的滑動屋頂天文台於2001年註冊為國家有形文化財產（建築物）。滑動屋頂觀測室於2013年從倉敷天文台搬遷至倉敷生命公園（倉敷科學中心）（岡山縣倉敷市福田町）。

## 外部連結
- 公益財団法人倉敷天文台　公式サイト
- 倉敷市教育委員会文化保護課 - 天体望遠鏡(32センチメートル反射望遠鏡)
- The Lit City Museum - 原澄治・本田實記念館
- 山陽新聞 企画・特集 倉敷百景 - 54.倉敷天文台，存于
- 星尋山荘